# Stołhany
Stołhany (lit. Stalgonys) − wieś na Litwie, w okręgu wileńskim, w rejonie solecznickim, w gminie Paszki, 2 km na południowy zachód od Paszek, zamieszkana przez 40 ludzi. 

## Historia
W czasach zaborów wieś w gminie Dziewieniszki, w powiecie oszmiańskim, w guberni wileńskiej Imperium Rosyjskiego. Pod koniec XIX wieku wieś liczyła 134 mieszkańców.
W latach 1921–1945 wieś leżała w Polsce, w województwie wileńskim, w powiecie oszmiańskim, w gminie Dziewieniszki.
W 1931 w 33 domach zamieszkiwało 161 osób.
Wierni należeli do parafii rzymskokatolickiej w Dziewieniszkach. Miejscowość podlegała pod Sąd Grodzki w Holszanach i Okręgowy w Wilnie; właściwy urząd pocztowy mieścił się w Dziewieniszkach.